# Willem Janszoon
Ne doit pas être confondu avec Willem Blaeu.
Pour les articles homonymes, voir Janszoon.
Willem Janszoon (ou, sous forme abrégée, Willem Jansz ; vers 1570 - 1630), navigateur néerlandais et gouverneur colonial, est le premier Européen connu à avoir vu la côte de l'Australie. 

## Biographie
On retrouve souvent dans les écrits la forme abrégée de son nom Willem Jansz. Willem Janszoon est probablement né à Amsterdam, aux Pays-Bas. Rien n'est connu sur sa jeunesse. Il entre au service de la Oude compagnie, une des compagnies qui précéda la Compagnie néerlandaise des Indes orientales, la VOC, comme lieutenant à bord du Hollandia, un des navires de la seconde flotte envoyée aux Indes orientales néerlandaises en 1598.
Il navigue de nouveau des Pays-Bas vers les Indes orientales en décembre 1603 comme capitaine du Duyfken (ou Duijfken, ce qui signifie "Petit pigeon"), faisant partie d'une flotte de douze navires. Une fois arrivé aux Indes, Willem Janszoon est envoyé à la recherche d'autres lieux pour commercer, particulièrement dans la "grande terre de Nouvelle-Guinée et autres terres orientales et méridionales."
Le 18 novembre, le Duyfken navigue de Bantam, à la pointe occidentale de Java vers la côte occidentale de Nouvelle-Guinée. Il croise alors dans l'extrême est de la mer d'Arafura, sans apercevoir le détroit de Torrès, dans le Golfe de Carpentarie et accoste à la rivière Pennefather sur la côte occidentale du Cap York dans le Queensland, près de la ville actuelle de Weipa. C'est le premier accostage répertorié d'un Européen sur le sol australien. Willem Janszoon cartographia alors quelque 320 km de côtes, dont il pensait qu'elles étaient une extension méridionale de la Nouvelle-Guinée.
Trouvant la terre marécageuse et les populations inhospitalières (10 de ses hommes furent tués lors de diverses expéditions sur les côtes), à Cap Keerweer ("Turnabout"), au sud d'Albatross Bay, Willem Janszoon fit demi-tour et rentra sur Bantam en juin 1606. Il appela les terres qu'il venait de découvrir "Nieu Zelandt" d'après la province néerlandaise de Zélande mais ce nom ne fut pas retenu et fut plus tard repris par Abel Tasman pour nommer l'actuelle Nouvelle-Zélande.
Le Duyfken était dans le détroit de Torrès en mars 1606, quelques semaines avant que Torrès ne le franchisse. Willem Janszoon retourna aux Pays-Bas avec la croyance que le sud de la côte de Nouvelle-Guinée rejoignait les terres qu'il avait découvertes. Les cartes néerlandaises reproduiront cette erreur pendant plusieurs années. Même s'il a été supposé que des navigateurs de Chine, de France ou du Portugal aient pu découvrir plus tôt des parties de l'Australie, le Duyfken est le premier navire européen connu à l'avoir fait.
Willem Janszoon servit dans les Indes orientales néerlandaises sur plusieurs périodes (1603-11, 1612-16, dont un temps comme gouverneur de Fort Henricus sur Solor, et de 1618-28, comme amiral de la flotte néerlandaise et gouverneur de Banda 1623-27). Willem Janszoon fut décoré de la Chaîne d'honneur en 1619 pour sa participation à la capture de 4 navires de la Compagnie anglaise des Indes orientales qui avaient aidé les Javanais dans leur défense de la ville de Djakarta contre les Néerlandais. Il retourna à Batavia en juin 1627 et peu après, comme amiral, à la tête d'une flotte de 8 navires, partit en mission diplomatique en Inde. En décembre 1628, il navigua vers les Provinces-Unies et le 16 juillet 1629 fit un rapport sur la situation des Indes orientales aux autorités de La Haye. Il devait avoir probablement une soixantaine d'années et souhaitait se retirer. Rien n'est connu sur la fin de sa vie.

## Carte du Duyfken

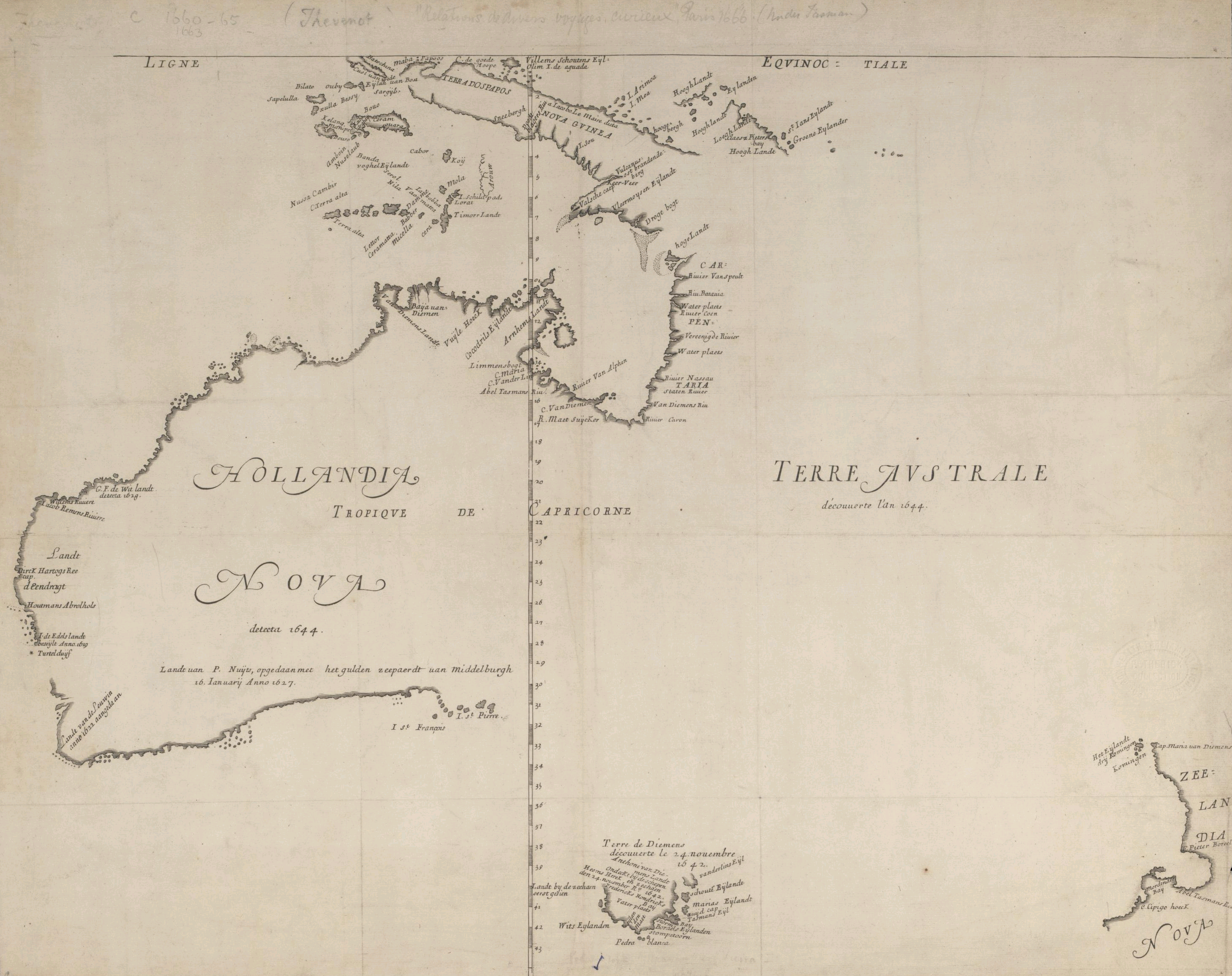
Carte du Duyfken.

Le journal et les notes écrits durant le voyage de 1606 de Willem Janszoon ont été perdus. La carte du Duyfken, qui montre la position du premier accostage en Australie, a connu un meilleur sort. Elle existait encore à Amsterdam quand Hessel Gerritsz dessina sa carte du Pacifique en 1622 et sur laquelle il reprit les éléments de la carte de Duyfken, fournissant ainsi la première carte achevée de l'Australie. La carte de Duyfken existait toujours aux alentours de 1670, quand une copie fut faite qui, par la suite, partit pour la bibliothèque impériale de Vienne, où elle resta oubliée pendant 200 ans. Cette carte fait partie de l'Atlas Blaeu Van der Hem, apporté à Vienne en 1730 par le Prince Eugène de Savoie.

## Sources
- A short History of Australia by Ernest Scott
- The First Discovery of Australia, with an account of the Voyage of the Duyfken and the Career of Captain Willem Jansz. by T D Mutch